# Synagoge (Randegg, Gottmadingen)

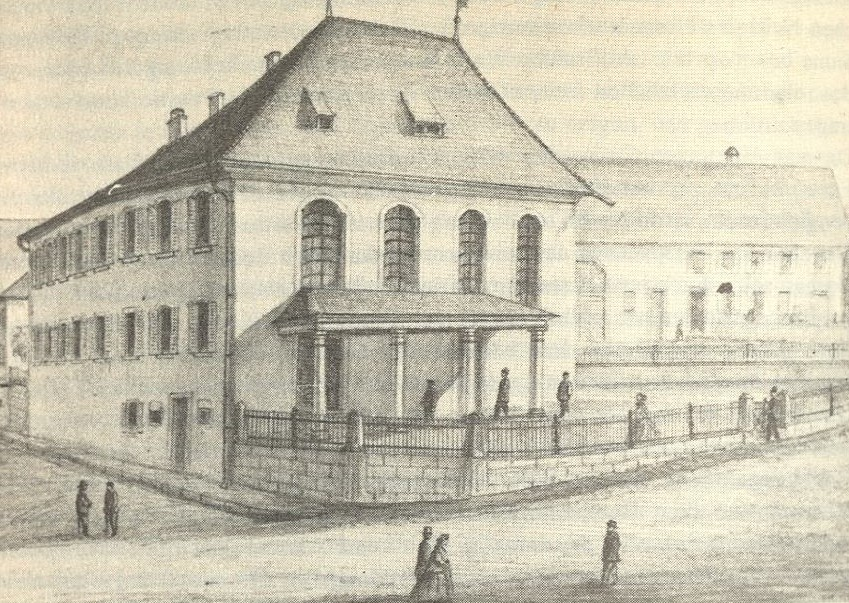
Heinrich Moos: Synagoge Randegg (1865)

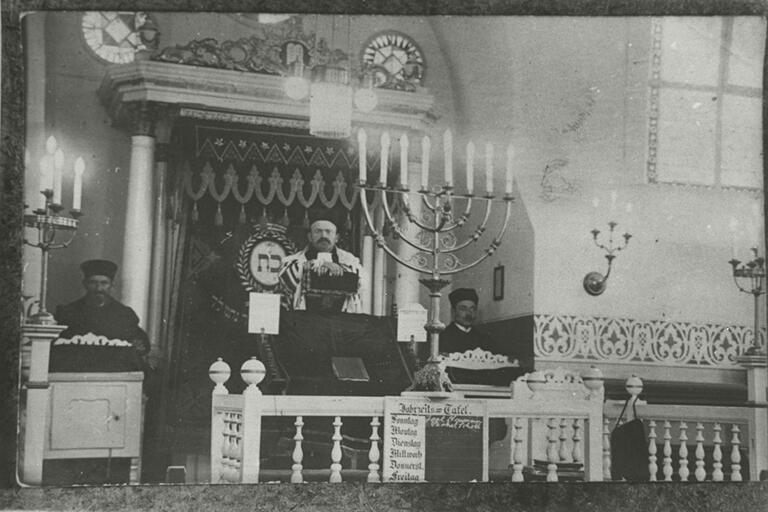
Gottesdienst in der Synagoge (1910)

Die Synagoge in Randegg, einem Ortsteil der Gemeinde Gottmadingen im Landkreis Konstanz in Baden-Württemberg, wurde um 1810 errichtet. 

## Beschreibung
Im Synagogengebäude gab es neben dem Betsaal auch eine Wohnung für den Rabbiner beziehungsweise den Lehrer und Vorsänger. Der Eingang an der Westseite führte durch einen kleinen Vorraum. Der Almemor war etwas erhöht und der Toraschrein hatte einen von zwei Säulen getragenen Architrav. Beiderseits hingen je vier mehrarmige Lampen für je acht Kerzen. Mitten am Geländer des Almemor stand eine große Schabbat-Menora. Der Zugang zur Frauenempore war neben dem Eingang zur Rabbinatswohnung. An der Ostseite des Gebäudes befand sich ein Schulzimmer und die Gemeindebücherei. Kurz vor dem Ersten Weltkrieg wurde die Synagoge umfassend renoviert.

## Zeit des Nationalsozialismus
Beim Novemberpogrom 1938 wurde die Synagoge von der in Radolfzell stationierten SS-Verfügungstruppe III./Germania durch Sprengung zerstört.

## Gedenken

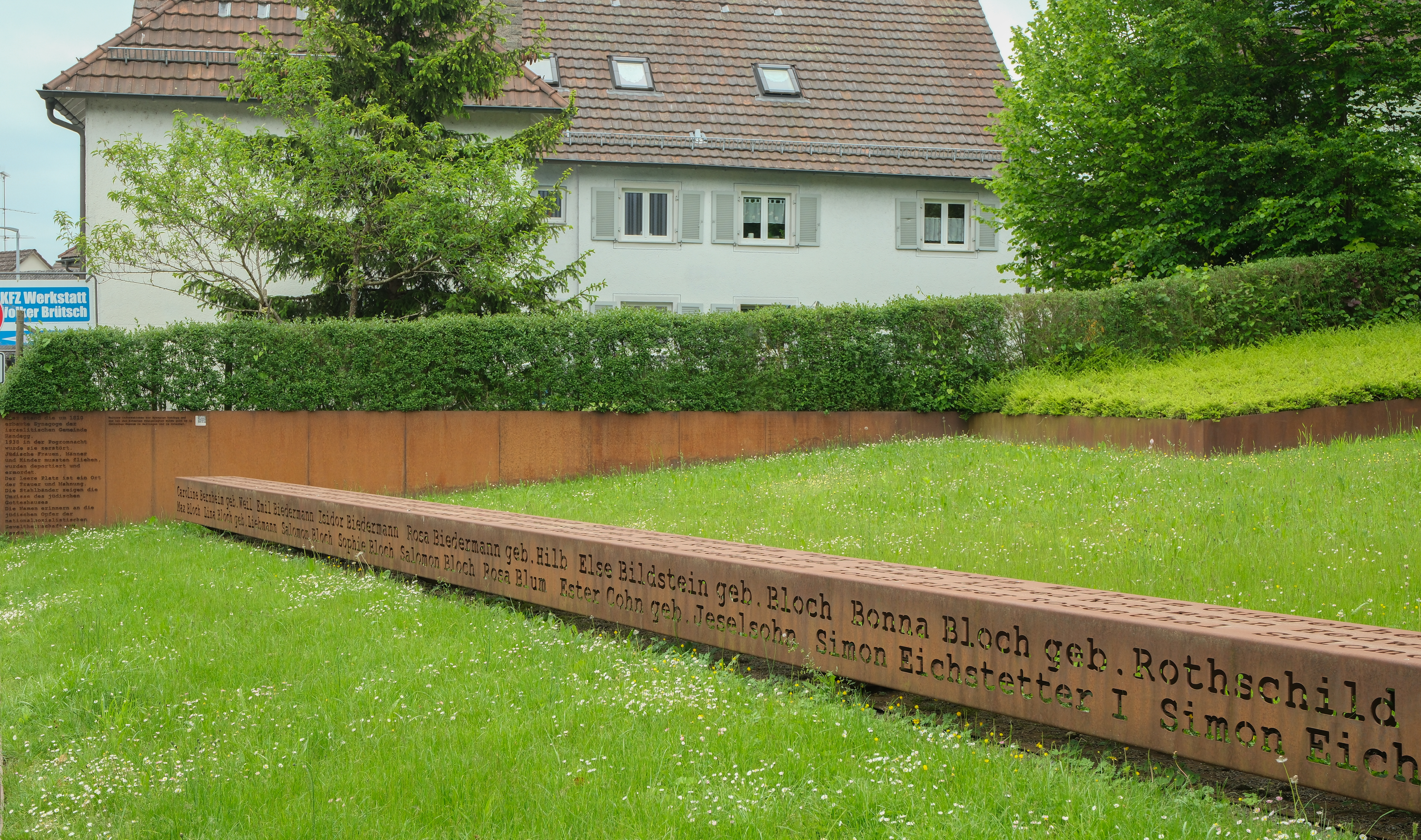
Synagogenplatz

Am 9. Juni 1968 wurde in der Otto-Dix-Straße ein Gedenkstein mit folgender Inschrift eingeweiht: „Hier stand die Synagoge der israelitischen Gemeinde Randegg. Sie wurde am 10. November 1938 unter der Herrschaft der Gewalt und des Unrechts zerstört“. 
In den Jahren 2013/14 wurden Grabungen auf dem Synagogenplatz (GPS: 47.722,8.7535) durchgeführt, wobei die Grundmauern der Synagoge und die ehemalige Mikwe entdeckt wurden. Zur Sicherung wurden die Funde wieder überdeckt. Die Umgestaltung des Platzes wurde im August 2014 fertiggestellt.